# 北海道工業地域
北海道工業地域（ほっかいどうこうぎょうちいき）は、北海道全域の工業地域である。道央工業地域とも呼ばれる。

## 特徴
主に石狩平野の辺りを指す。静岡県についで水産加工が盛んである。苫小牧市には堀込港がある。
千歳市、苫小牧市、室蘭市にかけて工業が発達しておりJゾーンと称することがある。
さらに釧路市に工業が発達している。
北海道の三大工業都市は苫小牧市、室蘭市、釧路市である。

## 工業都市
- 室蘭市…製鉄・鉄鋼・造船・セメント・石油化学
- 苫小牧市…製紙・パルプ工業・自動車部品製造・石油精製
- 釧路市…製紙・パルプ工業・医薬品製造・食材・肥料・飼料コンビナート・食品加工機械製造・乳製品・造船・金属加工
- 函館市…造船・水産加工・セメント
- 旭川市…製紙・パルプ工業
- 千歳市…食品・ビール・半導体部品・自動車部品
- 白老町…製紙・パルプ工業